# Baarn

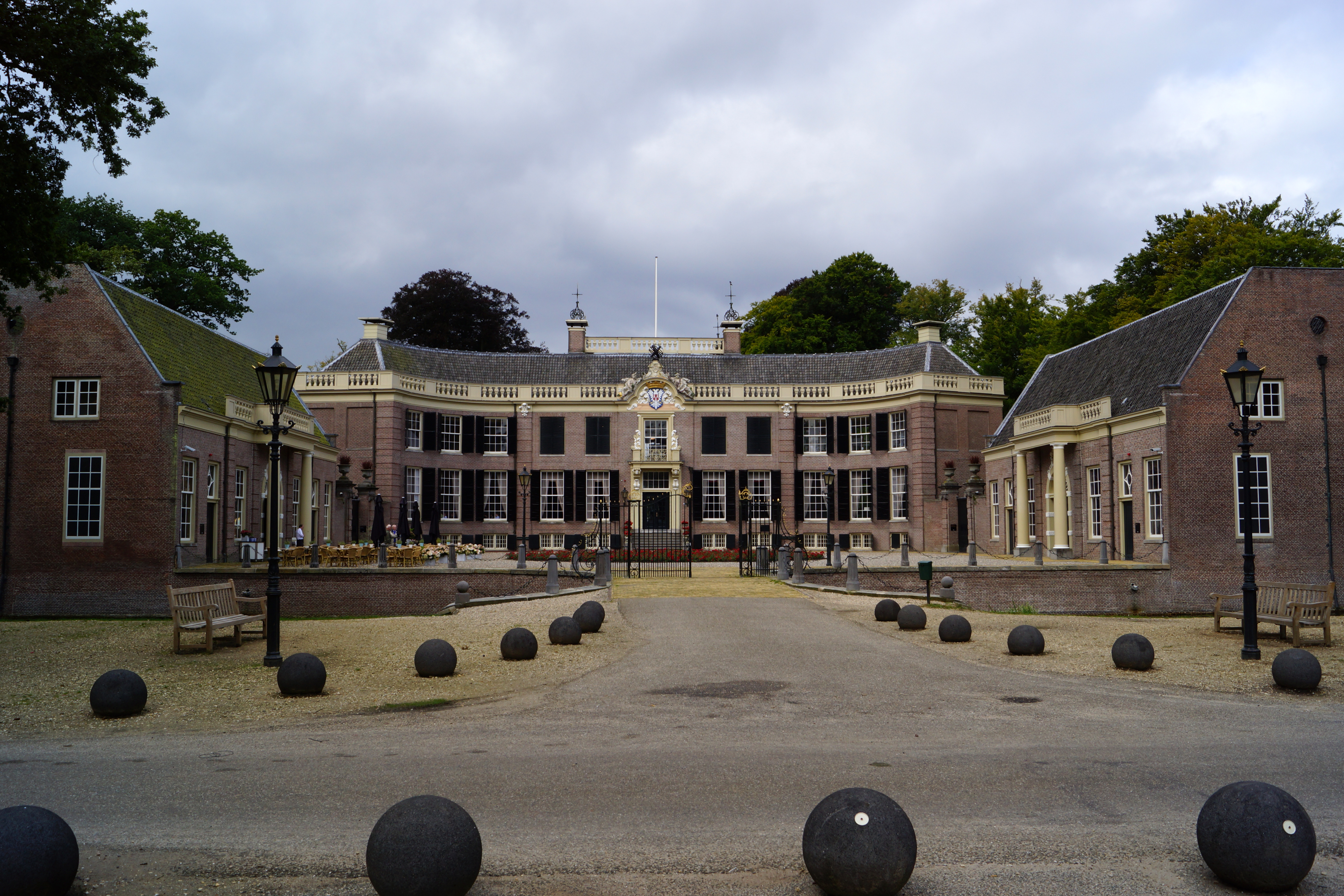
Groeneveld slott.

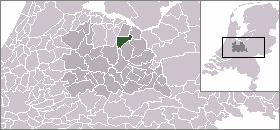
Karta

Baarn är en kommun i provinsen Utrecht i Nederländerna. Kommunens totala area är 33,01 km² (där 0,48 km² är vatten) och invånarantalet är på 24 574 invånare (2017).